# Pelathoúsa
Pelathoúsa (grec moderne : Πελαθούσα) est un village de Chypre de plus de 57 habitants.